# John Stevens Henslow

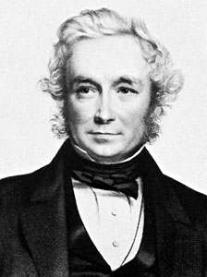
John Stevens Henslow

John Stevens Henslow (* 6. Februar 1796 in Rochester; † 16. Mai 1861 in Hitcham, Suffolk) war ein englischer Priester, Botaniker und Geologe. Sein botanisches Autorenkürzel lautet „Hensl.“

## Leben und Wirken
Henslow war von 1822 bis 1827 ordentlicher Professor für Mineralogie an der Universität Cambridge und ab 1827 für Botanik an derselben Universität. 1831 gründete er den Botanischen Garten der Universität Cambridge. Henslow war ab 1824 Geistlicher an der Little St. Mary’s Church in Cambridge. 1833 wurde er Vikar in Chelsey und 1837 Pfarrer in Hitcham (Suffolk).
Henslow war Lehrer von Charles Darwin und empfahl ihn für die Reise mit der Beagle. Seine Tochter Francis Harriet heiratete den Botaniker Joseph Dalton Hooker, seine Enkelin Harriet Anne heiratete den Botaniker William Turner Thiselton-Dyer.

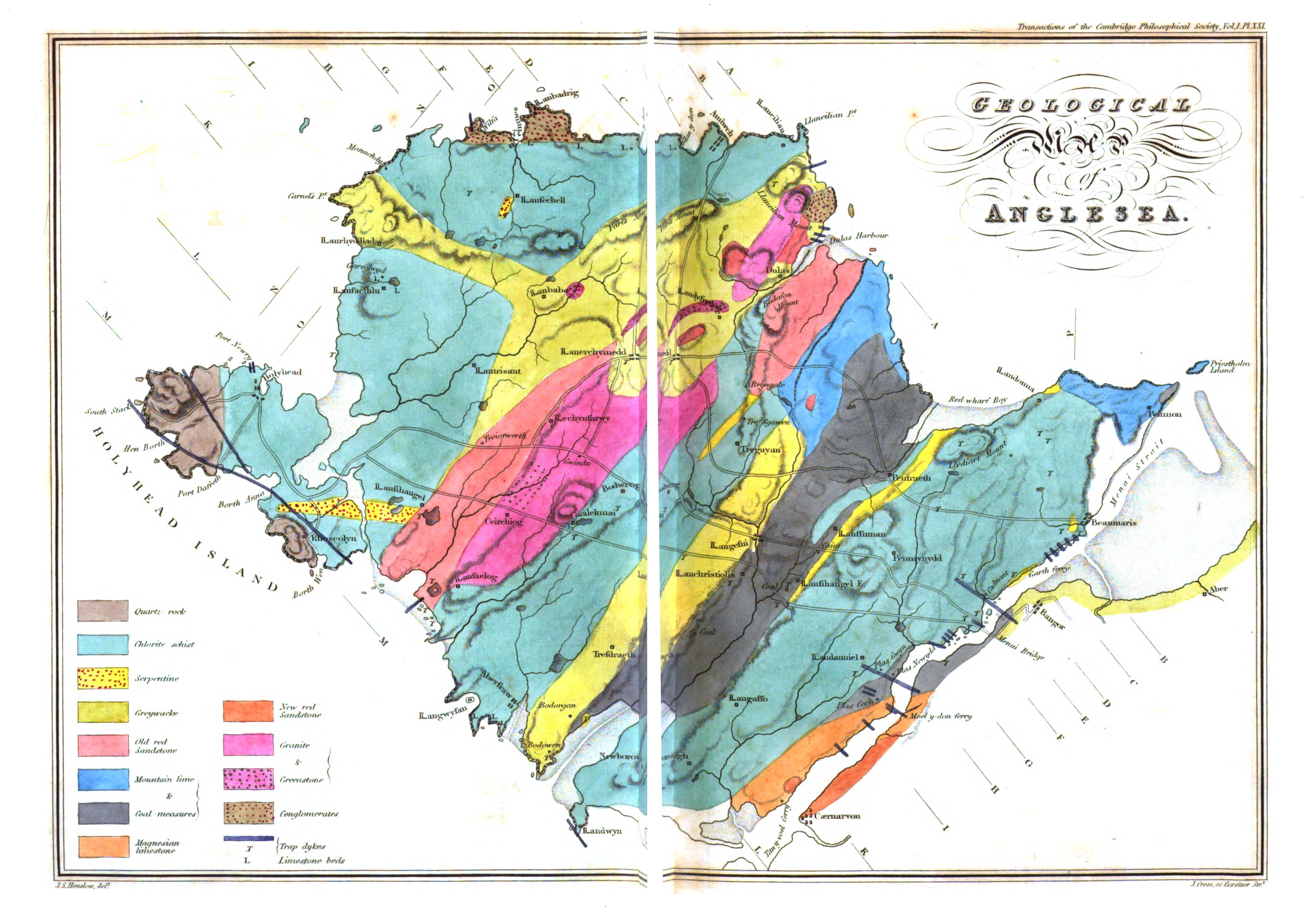
Geologische Karte der Insel Anglesia von Henslow, 1822

Henslow schloss sein Studium 1818 ab. Seit seiner Kindheit hatte er eine Leidenschaft für Naturgeschichte, die seine Karriere stark beeinflusste. 1819 begleitete er Adam Sedgwick auf einer geologischen Exkursion auf die Isle of Wight. Er studierte dann Chemie bei James Cumming und Mineralogie bei Edward Daniel Clarke. Im Herbst 1819 machte er wertvolle Beobachtungen zur Geologie der Isle of Man.
Die Cambridge Philosophical Society wurde im November 1819 in Cambridge von William Faris und Samuel Lee gegründet, die Idee und Impulse für die Gesellschaft kamen von Sedgwick und Henslow.
In der Zwischenzeit hatte Henslow die Mineralogie mit solcher Begeisterung studiert, dass er nach Clarkes Tod 1822 zum Professor für Mineralogie an der Universität Cambridge ernannt wurde. Zwei Jahre später empfing er die Priesterweihe.
Sein größtes Interesse galt jedoch der Botanik, und er fühlte sich dieser Wissenschaft immer mehr verbunden, so dass er 1827, zwei Jahre nachdem er Professor für Botanik geworden war, gerne den Lehrstuhl für Mineralogie aufgab. Er war sowohl im Unterricht als auch als Lehrer vor Ort äußerst erfolgreich. Er war Korrespondent von John James Audubon der 1829 Henslows Spatz („Ammodramus henslowii“) nach ihm benannte.

## Forschungen
Ab 1821 begann Henslow mit der Organisation eines Herbariums seiner eigenen Sammlung und ergänzte es durch ein ständig wachsendes Netzwerk, das im Laufe der Zeit seine Freunde und Familie sowie die Botaniker William Jackson Hooker und John Hutton Balfour und weitere 30 Studenten einschloss. Als Mineraloge nutzte er die Gesetze der Kristallographie René Just Haüys um komplexe Kristalle als Transformationen der „ursprünglichen Form seiner Art“ von Kristallen zu analysieren und als er sich 1825 der Botanik zuwandte, suchte er nach ähnlich präzisen Gesetzen.
Taxonomen gruppierten Pflanzen in Arten, wobei sie im Allgemeinen Pflanzen als Spezies einschlossen die als separate Arten aufgeführt wurden. Er verfolgte das Verständnis der Zeit, in der Arten als geschaffen galten, aber innerhalb bestimmter Grenzen variieren konnten, und er hoffte, diese Variationsgrenzen analysieren zu können. Mit einer Methode, die er „Mischen“ nannte, erstellte Henslow Seiten mit mehreren Pflanzenexemplaren, die jeweils mit dem Sammler, dem Datum und dem Ort der Sammlung beschriftet waren, und verglich die Exemplare, um die Vielfalt innerhalb der Arten aufzuzeigen. Der „Katalog englischer Kräuter“ erschien erstmals im Oktober 1829 und wurde zum Standardwerk seiner Vorträge.
Henslow gilt als Freund und Mentor seines Schülers Charles Darwin und dafür, dass er ihn mit seiner Leidenschaft für Naturgeschichte inspirierte. Die beiden lernten sich 1828 kennen. Anfang des Jahres nahm Darwin am Kurs teil und half zusammen mit anderen Studenten beim Sammeln von Kräutern aus Cambridgeshire. Henslow wurde sein Lehrer und erkannte bald, dass Darwin ein vielversprechender Schüler war. Im Jahr 1830 experimentierte Henslow damit, die Bedingungen der im Garten angebauten Wildpflanzen zu verändern, um verschiedene Formen der Pflanze zu produzieren. Im Jahr 1835 veröffentlichte Henslow „Descriptive and Physiological Botanical Principles“ als Lehrbuch, das auf dieser Vorlesung basierte.
Im Sommer 1831 ersuchte Kapitän Robert Fitzroy ihn, als Naturforscher auf dem Forschungsschiff HMS Beagle die zweite Reise der HMS Beagle zu begleiten, aber seine Frau riet ihm davon ab. Er empfahl Darwin, der der ideale Mann sei, um sich dem Expeditionsteam anzuschließen. Darwin sammelte für Henslow  Pflanzen. Die Briefe an Henslow sind in seinen Letters on Geology erhalten.

## Schüler
Zu Henslows weiteren berühmten Schülern gehörten neben Darwin auch Miles Joseph Berkeley, Cardale Babington, Leonard Jenyns, Richard Thomas Lowe und William Hallowes Miller.

## Ehrungen
Nach ihm benannt ist die Pflanzengattung Henslowia Wall. aus der Familie der Penaeaceae.

## Schriften (Auswahl)
- Geological description of Anglesea. Cambridge: J. Smith, 1822.
- A catalogue of British plants: arranged according to the natural system, with the synonyms of de Candolle, Smith, Lindley, and Hooker. Cambridge, 1817 (2. Auflage, 1835).
- Descriptive and physiological botany. London: Longman, Rees, Orme, Brown, Green & Longman, 1836 (doi:10.5962/bhl.title.19490).
- Dictionary of Botanical Terms. London 1857 (doi:10.5962/bhl.title.125390).